# Mòlids

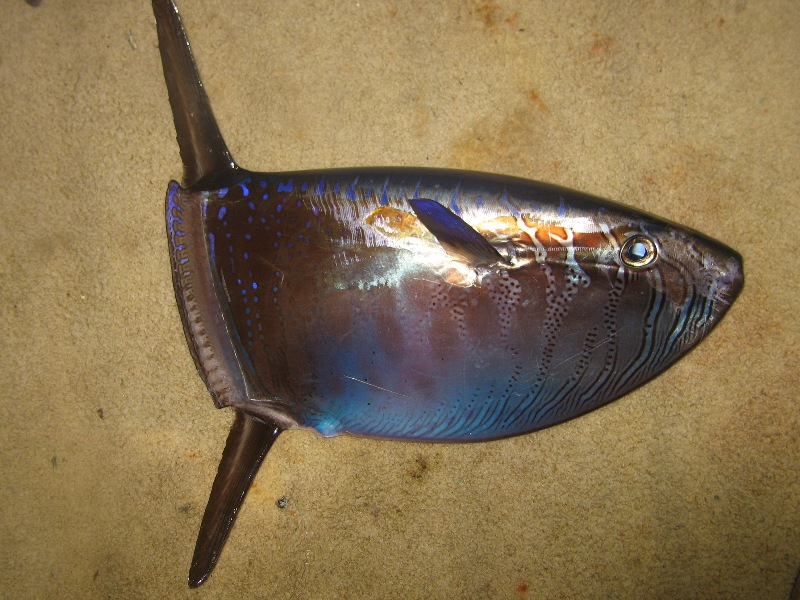
Ranzania laevis

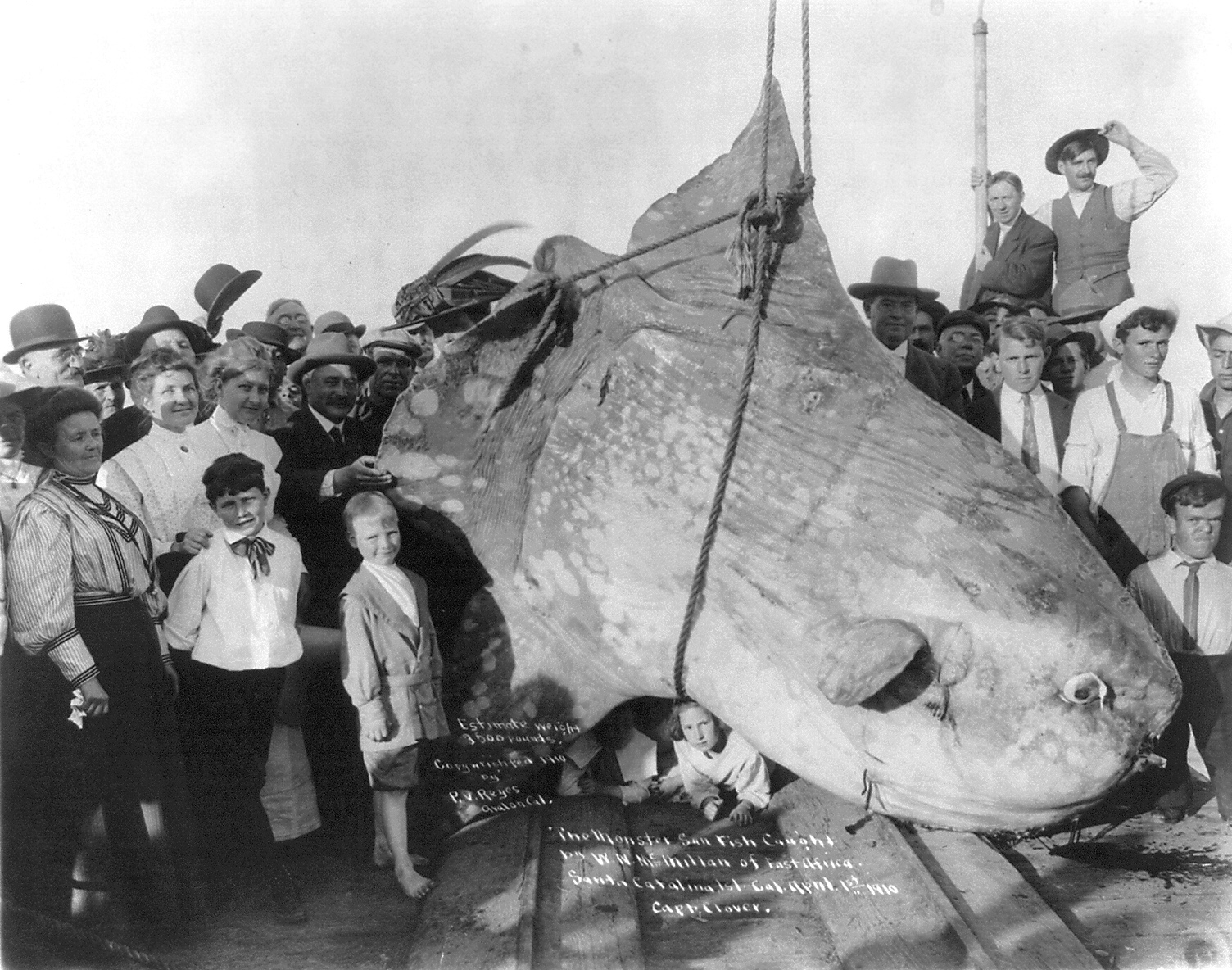
Peix lluna capturat el 1910.

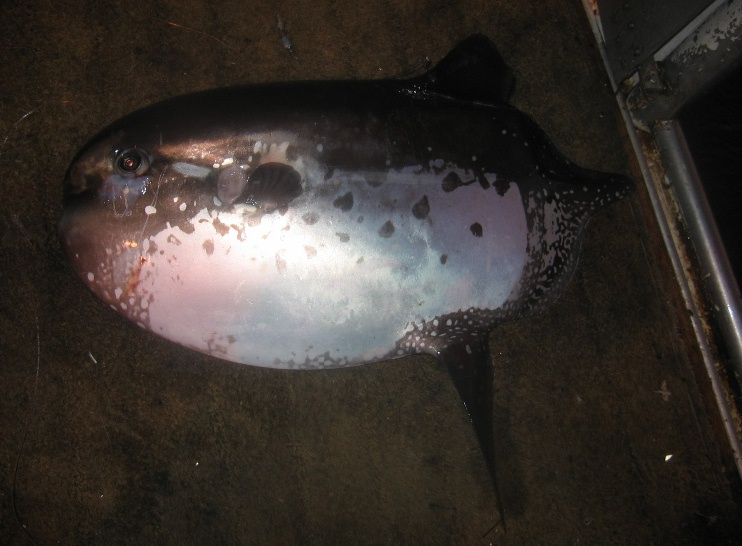
Masturus lanceolatus

Els mòlids (Molidae) són una família de peixos actinopterigis de l'ordre dels tetraodontiformes.

## Morfologia
- N'hi ha dues espècies que poden arribar als 3 m de llargada i pesar al voltant dels 1.500 kg.[2]
- Tenen el cos ovalat, quasi rodó i molt comprimit.
- Tenen entre 16 i 18 vèrtebres.
- No tenen peduncle caudal i per això la part posterior és igual de grossa que l'anterior.
- El cap és gros.
- Boca de petites dimensions.
- La pell és rugosa sense escames.
- Tant l'aleta dorsal com l'anal es continuen en una aleta ondulada, una caudal atrofiada.[3]

## Reproducció
- El peix lluna (Mola mola) pot arribar a produir 300.000.000 ous.[2]
- Totes les espècies presenten un complex desenvolupament larval.

## Alimentació
Segons les espècies poden menjar plàncton, grumers, algues, crustacis o peixos.

## Distribució geogràfica
A tots els oceans de clima tropical o temperat.

## Taxonomia
- Gènere Austromola †
  - Austromola angerhoferi †
- Gènere Eomola †
  - Eomola bimaxillaria †
  - Masturus lanceolatus
- Gènere Masturus
  - Masturus lanceolatus
  - Masturus oxyuropterus
- Gènere Mola
  - Peix lluna (Mola mola)
  - Mola ramsayi
- Gènere Ranzania
  - Ranzania laevis